# 매칭! 소년양궁부
《매칭! 소년양궁부》는 2016년 8월 4일부터 2016년 8월 28일까지 네이버TV에서 공개된 웹드라마이다.

## 등장인물
- 김지연 : 홍시아 역
- 백철민 : 주승준 역
- 서지훈 : 유지완 역
- 김창환 : 차민 역
- 차지훈 : 안경남 역
- 용우 : 정국대 역
- 조재윤 : 코치 역
- 소이 : 웹툰 편집장 역 (특별출연)

## 회차별 부제
| 회차 | 업로드 일자     | 부제          | 런닝 타임 |
| ---- | --------------- | ------------- | --------- |
| 1화  | 2016년 8월 4일  | 첫번째 화살   | 15:05     |
| 2화  | 2016년 8월 7일  | 두번째 화살   | 15:40     |
| 3화  | 2016년 8월 11일 | 세번째 화살   | 16:41     |
| 4화  | 2016년 8월 14일 | 네번째 화살   | 18:09     |
| 5화  | 2016년 8월 18일 | 다섯번째 화살 | 17:15     |
| 6화  | 2016년 8월 21일 | 여섯번째 화살 | 18:00     |
| 7화  | 2016년 8월 25일 | 일곱번째 화살 | 18:05     |
| 8화  | 2016년 8월 28일 | 마지막 화살   | 18:13     |